# Česká Diakonie
Česká Diakonie byl církevní spolek, který mezi léty 1903–1952 poskytoval služby nemocným a jinak potřebným lidem. Koncem roku 1959 byla její činnost zakázána. Na aktivity České Diakonie od roku 1989 navazuje Diakonie Českobratrské církve evangelické.

## Počátky činnosti
Prvopočátky české diakonie lze klást do druhé půlky 19. století. Známými průkopníky v oblasti pomoci druhým se stali Marie Karafiátová, první česká diakonka, Eleonora Kašparová, která zřídila v Ledčicích jesle a opatrovnu pro děti, nebo Václav Šubert.
Za první plody diakonické i charitativní práce na území dnešního Česka lze považovat založení Krabčického ústavu (v současnosti středisko Diakonie ČCE). Datum 1. listopadu 1864 lze považovat za datum vzniku Václavem Šubertem založeného ústavu v Krabčicích. Podle dostupných zdrojů se jedná o první diakonické dílo v Česku.
Za teologické motivy lze považovat tzv. činnou lásku, která nedokáže nečinně přihlížet k utrpení bližních. Inspirací a popudem či impulsem byla krabčickým evangelíkům slova Matoušova evangelia, 25 kp., 35 verš až 45 verš.

## Vznik spolku
Touha zapojit po vzoru katolických charitativních zařízení do sociálních aktivit všechny členy církve vedla k ustanovení České Diakonie (celým názvem Česká Diakonie, spolek evangelický pro ošetřování nemocných a chudých). 1. listopadu 1903 do něj byla přijata první diakonka Anna Kučerová. Spolek měl sídlo v Praze. Potřebným lidem sloužily jednak diakonky, jednak spolek plánoval zřídit útulek a nemocnici. V roce 1912 Česká Diakonie získala dům v Komenského ulici 21 na pražských Vinohradech (dnešní Belgická 22, kde sídlí ústředí Diakonie ČCE doposud). K vybudování vlastní nemocnice však nikdy nedošlo.

## Od války k zákazu činnosti
Po okupaci nacisty se Česká Diakonie musela včlenit do organizovaného Ústředí sociální a zdravotní péče. I během války však v rámci možností konala pravidelně svou práci. 
1. října 1945 se stal ředitelem České Diakonie farář Eugen Zelený. Po válce získala diakonie do správy čtyři sanatoria – nemocnici na pražské Sokolské třídě, dětskou ozdravovnu v Kostelci nad Černými lesy, otevřen byl internát pro dívčí ošetřovatelský dorost a v Doběticích u Ústí nad Labem začala diakonie upravovat dětskou ozdravovnu. Rozvíjely se také ústavy v Krabčičích, Sobotíně a Myslibořicích.
Na podzim roku 1952 však musela Česká Diakonie svůj majetek předat. Pod hlavičkou Ústředí sociální péče ještě nějakou dobu působila, ale k 31.12.1959 byla její činnost zakázána a majetek odňat státem.

## Obnovení činnosti
Obnovení diakonické práce v evangelické církvi bylo vyvoláno podněty zevnitř církve. 10. května 1989 byl státem udělen souhlas a ještě téhož dne usneslo vedení církve zřízení Diakonie Českobratrské církve evangelické od 1. června 1989.

## Galerie

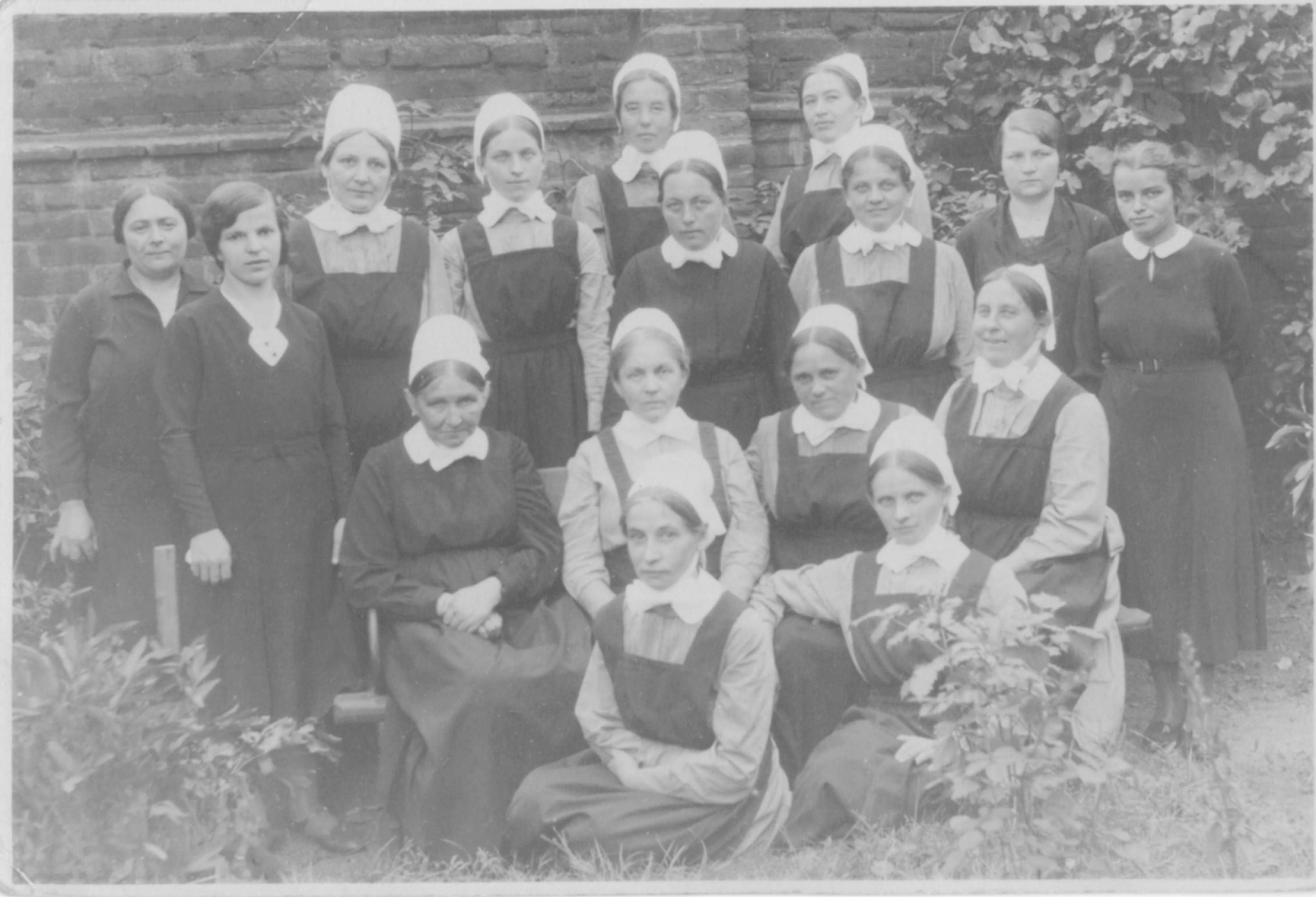
Sestry diakonky v Kostelci nad Černými Lesy
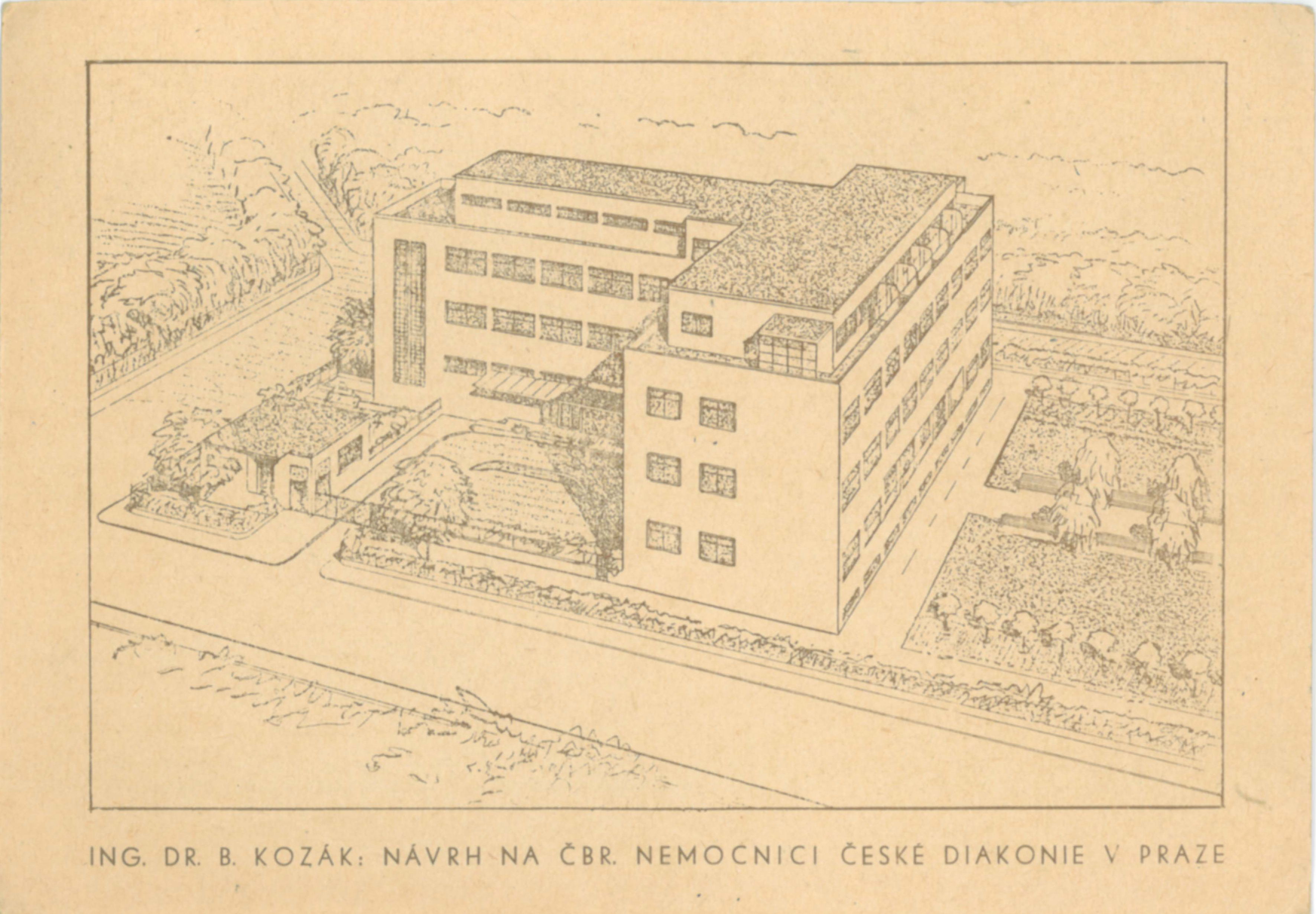
Návrh nemocnice České Diakonie
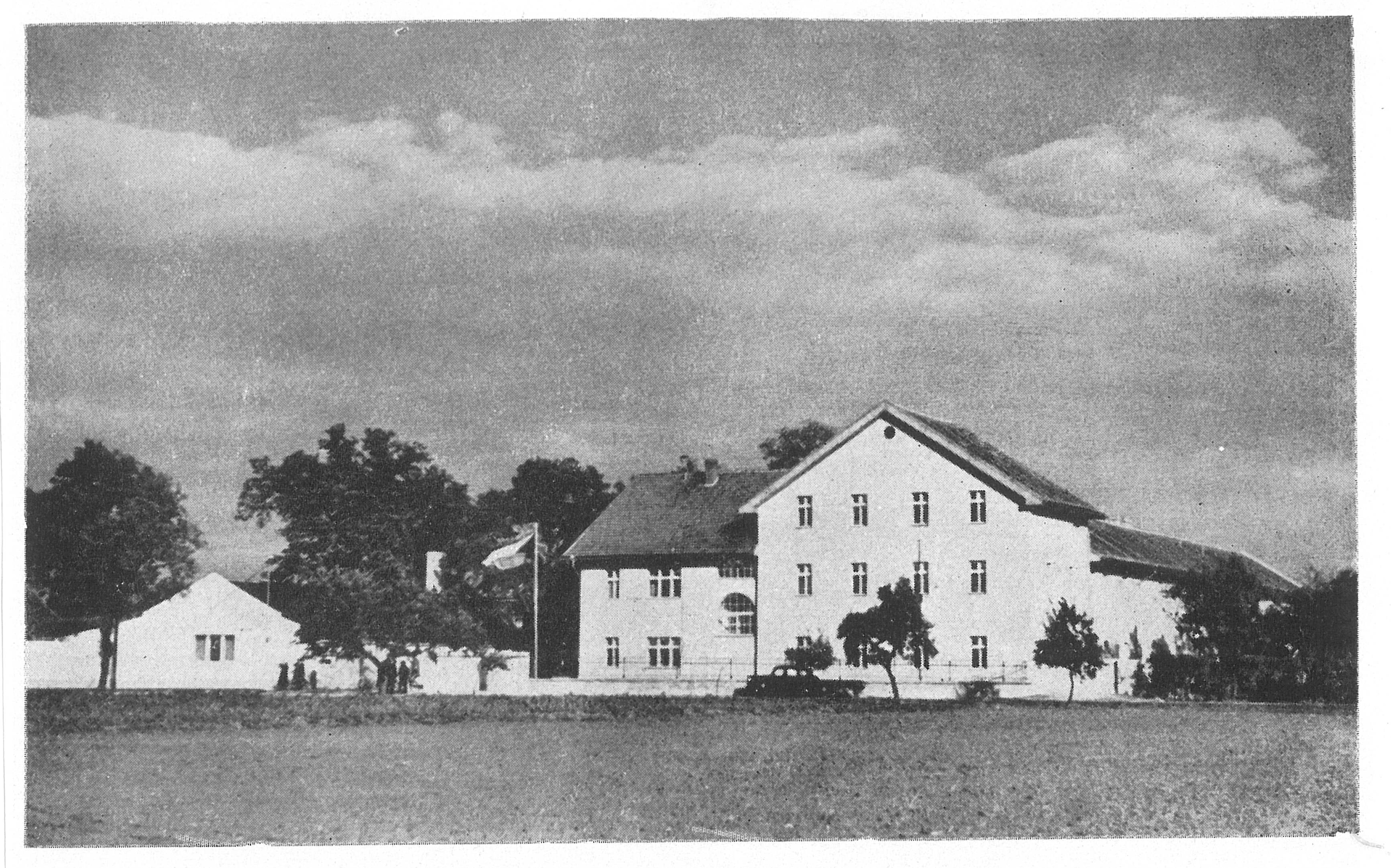
Diakonie v Krabčicích 1952
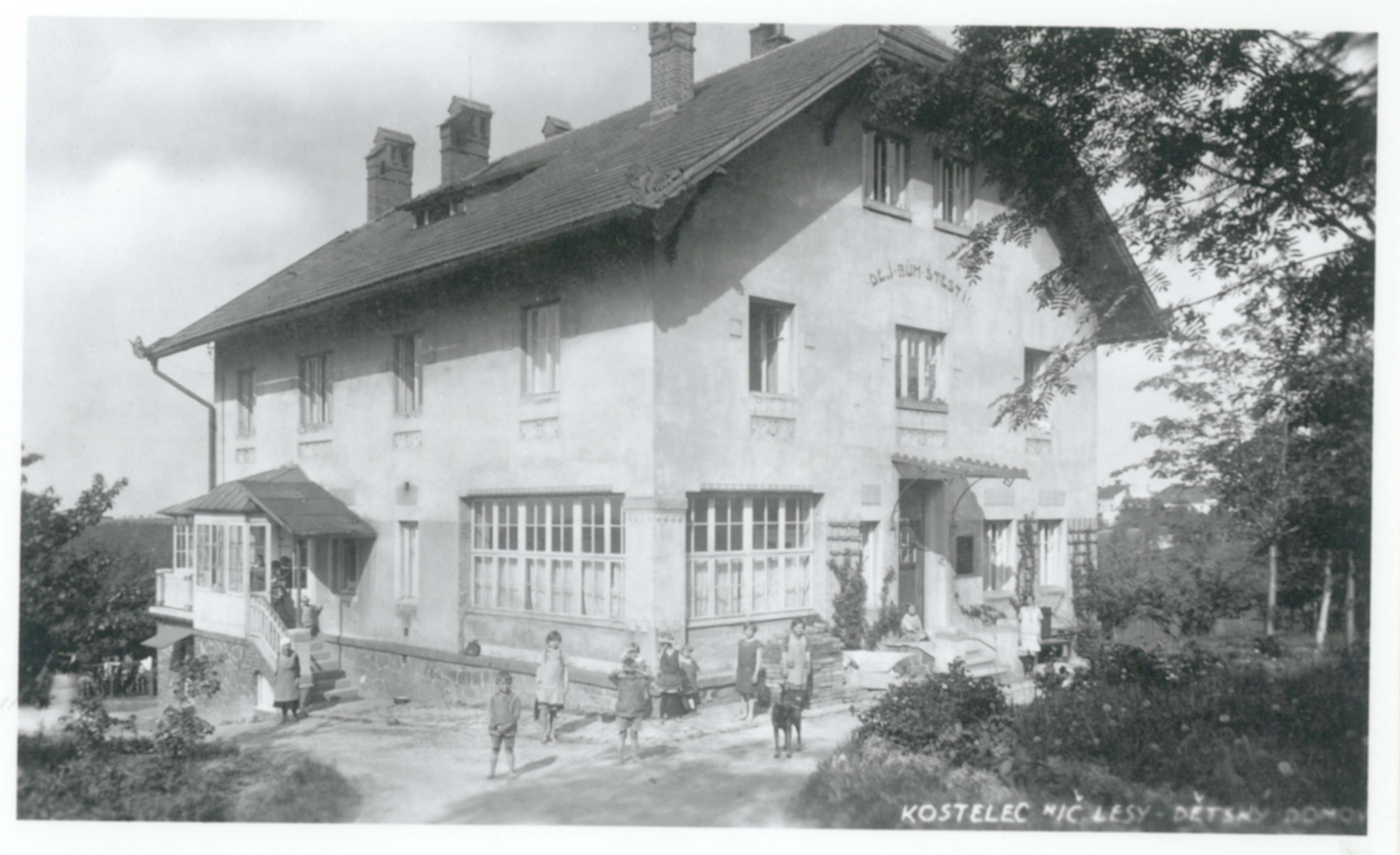
Diakonie v Kostelci nad Černými Lesy 1936